# Wumpus
Wumpus é a mascote do Discord que aparece em branding, easter eggs, adesivos e imagens em todo o cliente e site. O Wumpus é usado para transmitir a novos usuários que ingressam em um servidor ou iniciam uma Mensagem Direta. Wumpus, visível na guia "Bloqueado" das Mensagens Diretas quando ninguém está bloqueado.
Acredita-se que a origem do personagem é do jogo de 1973 Hunt the Wumpus. Há semelhanças visuais entre o mascote e a variação gráfica do jogo feito para o computador doméstico TI-99/4A. 

## O Wumpus no Discord
O Wumpus é uma figura lendária que se tornou muito popular entre os usuários da plataforma de comunicação. Esta criatura é uma espécie de mascote oficial da empresa, que é conhecida por seus jogos e atividades sociais.
O Wumpus é uma criatura peluda, com uma aparência fofa e inofensiva, mas que tem um temperamento um pouco irritadiço. Ele é uma mistura de diversos animais, com um focinho parecido com o de um porco, orelhas de coelho, patas de canguru e uma cauda de esquilo. Seus olhos grandes e expressivos dão a ele um ar de curiosidade e inocência, mas sua presença pode ser um pouco intimidadora. 
No Discord, é muito popular entre os usuários, que o utilizam em seus avatares, em suas salas de chat e em seus emojis. O animal é considerado uma espécie de símbolo da plataforma, e é visto como um elemento unificador entre os diferentes usuários.
Além disso, o Wumpus também é um personagem em diversos jogos e atividades do Discord. Ele pode ser encontrado em jogos de caça ao tesouro, em desafios de trivia e até mesmo em jogos de RPG. Em cada um desses contextos, o Wumpus é visto como um personagem amigável e bem-humorado, que pode ajudar a unir os usuários em torno de um objetivo comum.
No geral, o Wumpus do Discord é uma figura icônica que representa o espírito da plataforma. Com sua aparência única e sua personalidade marcante, ele se tornou um símbolo da comunidade e uma fonte de diversão e camaradagem para os usuários do Discord em todo o mundo.

## Aparição ao Público
No TGS (Tokyo Game Show) 2022, realizado entre 15 de setembro e 18 de setembro de 2022, o Wumpus fez uma aparição ao vivo. De acordo com o e-mail do Discord enviado aos membros do Hypesquad (provavelmente apenas para aqueles que residem em Tóquio): Em um primeiro momento, o Wumpus fará uma aparição ao vivo pela primeira vez. Tipo, na verdade Wumpus - não uma estátua como antes. Infelizmente não era um animal real, mas apenas uma fantasia. 

## Merchandising
Durante o TGS 2022 Discord começou a vender mercadorias em cooperação com Dotexe para a loja. A loja também oferece um pelúcia Wumpus por US $ 100, mas no TGS 2022 a equipe do Discord deu muitos deles. Às vezes, quando Wumpus fez sua aparição, ele deu 2 peluches Wumpus para pessoas aleatórias na frente dele. A outra chance de ganhar o brinquedo recheado Wumpus junto com o brinquedo recheado Nellys foi escrever uma breve descrição de seu próprio Discord Server em uma placa de papel e fornecer um link de convite para o servidor. A equipe do Discord trocou os papéis na "parede do servidor" e imprimiu códigos QR para os servidores, a fim de se juntar facilmente. 

## Wumpus Wonderventures
Wumpus Wonderventures, é uma minissérie em banda desenhada onde apresenta a adorável mascote viajante do tempo Wumpus enquanto eles se deparam com destinos sombrios aguardando a humanidade. Ele aborda temas mais grandiosos, mantendo um tom leve e pequenos pedaços de humor negro.  